# Ryan Gauld
Ryan Gauld (Aberdeen, 16 dicembre 1995) è un calciatore scozzese, centrocampista dei Vancouver Whitecaps.

## Caratteristiche
È un trequartista mancino che può essere impiegato anche come ala su entrambe le fasce.

## Carriera

### Club
Calcisticamente cresciuto nelle giovanili del Dundee United, nel 2012 debutta in prima squadra e nelle due stagioni successive disputa quarantadue partite segnando sette gol.
Nel 2014 viene acquistato dai portoghesi dello Sporting Lisbona per circa tre milioni di euro.
Il 31 luglio 2024 viene acquistato dai Vancouver Whitecaps.

### Nazionale
Dopo avere militato nelle under-19 e under-21 della Scozia, nel settembre 2014 ha ricevuto la sua prima convocazione in nazionale maggiore.
Dopo quella convocazione non è stato più chiamato dalla rappresentativa britannica sino al 27 agosto 2024, giorno in cui viene inserito nella lista dei convocati per le sfide valevoli per la Nations League contro la Polonia e il Portogallo. In precedenza aveva pure vagliato, nonostante avrebbe dovuto attendere sino alla fine del 2025, la possibilità di rappresentare il Canada prima di questa chiamata da parte del suo paese natio. Il 5 settembre 2024 esordisce con la massima selezione scozzese nella sconfitta interna in Nations League contro i polacchi (2-3).

## Statistiche

### Cronologia presenze e reti in nazionale
| Cronologia completa delle presenze e delle reti in nazionale ― Scozia | Cronologia completa delle presenze e delle reti in nazionale ― Scozia | Cronologia completa delle presenze e delle reti in nazionale ― Scozia | Cronologia completa delle presenze e delle reti in nazionale ― Scozia | Cronologia completa delle presenze e delle reti in nazionale ― Scozia | Cronologia completa delle presenze e delle reti in nazionale ― Scozia | Cronologia completa delle presenze e delle reti in nazionale ― Scozia | Cronologia completa delle presenze e delle reti in nazionale ― Scozia |
| Data                                                                  | Città                                                                 | In casa                                                               | Risultato                                                             | Ospiti                                                                | Competizione                                                          | Reti                                                                  | Note                                                                  |
| --------------------------------------------------------------------- | --------------------------------------------------------------------- | --------------------------------------------------------------------- | --------------------------------------------------------------------- | --------------------------------------------------------------------- | --------------------------------------------------------------------- | --------------------------------------------------------------------- | --------------------------------------------------------------------- |
| 5-9-2024                                                              | Glasgow                                                               | Scozia                                                                | 2 – 3                                                                 | Polonia                                                               | UEFA Nations League 2024-2025 - 1º turno                              | -                                                                     | 71’                                                                   |
| 8-9-2024                                                              | Lisbona                                                               | Portogallo                                                            | 2 – 1                                                                 | Scozia                                                                | UEFA Nations League 2024-2025 - 1º turno                              | -                                                                     | 74’                                                                   |
| 12-10-2024                                                            | Zagabria                                                              | Croazia                                                               | 2 – 1                                                                 | Scozia                                                                | UEFA Nations League 2024-2025 - 1º turno                              | -                                                                     | 77’                                                                   |
| 15-10-2024                                                            | Glasgow                                                               | Scozia                                                                | 0 – 0                                                                 | Portogallo                                                            | UEFA Nations League 2024-2025 - 1º turno                              | -                                                                     | 67’                                                                   |
| 15-11-2024                                                            | Glasgow                                                               | Scozia                                                                | 1 – 0                                                                 | Croazia                                                               | UEFA Nations League 2024-2025 - 1º turno                              | -                                                                     | 67’                                                                   |
| 18-11-2024                                                            | Varsavia                                                              | Polonia                                                               | 1 – 2                                                                 | Scozia                                                                | UEFA Nations League 2024-2025 - 1º turno                              | -                                                                     | 76’                                                                   |
| Totale                                                                |                                                                       | Presenze                                                              | 6                                                                     |                                                                       | Reti                                                                  | 0                                                                     |                                                                       |

## Palmarès

### Club
- Coppa del Portogallo: 2

Sporting Lisbona: 2014-2015
Desp. Aves: 2017-2018
- Supercoppa di Portogallo: 1

Sporting Lisbona: 2015
- Canadian Championship: 3

Vancouver Whitecaps: 2022, 2023, 2024

### Individuale
- George Gross Memorial Trophy: 1

2022